# Foofur
Foofur är en amerikansk animerad TV-serie från Hanna-Barbera Productions och Freddy Monnickendam från 1980-talet om en blå hund.

## Rollfigurer
- Foofur

## Avsnitt
1. A Little Off The Top
2. A Clean Sweep
3. A Moving Experience
4. Dogstyles Of The Rich And Famous
5. Foofur Falls In Love
6. The Last Resort
7. Thicker Than Water
8. Hot Over The Collar
9. A-Job Hunting We Will Go
10. A Royal Pain
11. Nothing To Sneeze At
12. Country Club Chaos
13. You Dirty Rat
14. This Little Piggy's On TV
15. Fencer's Freaky Friday
16. Legal Beagles
17. Bon Voyage Rocki
18. Russian Through New York
19. Fritz Carlos Bombs Out
20. New Tricks
21. Mad Dogs And Englishmen
22. Pepe's Pet Peeve
23. Clothes Make The Dog
24. Boot Camp Blues
25. My Pharoah Lady
26. What Price Fleadom
27. Winging It
28. The Dog Meow
29. Friend Foofur's Foul Up
30. Alone At Last, Dahling
31. Tooth Or Consequences
32. Fencer Finds A Family
33. The Nose Knows
34. Just Bumming Around
35. Annabell Goes Punk
36. Just Like Magic
37. Puppy Love
38. Weekend In The Condo
39. Bye Bye Birdie
40. Fencer Gets Soul
41. Rocki's Big Fib
42. You Bet Your Life
43. Louis Sees The Light
44. I Only Have Eyeglasses For You
45. Scary Harry
46. Look Homeward, Foofur